# Златна пъстърва
Златните пъстърви (Oncorhynchus aguabonita) са вид актиноптери от семейство Пъстървови (Salmonidae).
Срещат се в ограничен район в Калифорния.
Таксонът е описан за пръв път от Дейвид Стар Джордан през 1892 година.